# Kotick Point
Der Kotick Point ist eine Landspitze an der Westküste der westantarktischen James-Ross-Insel. Sie markiert die südliche Begrenzung der Einfahrt vom Prinz-Gustav-Kanal in die Holluschickie Bay.
Das UK Antarctic Place-Names Committee benannte sie am 4. September 1957 in Anlehnung an die Benennung der Holluschickie Bay. Kotick ist der Name der Hauptfigur in Rudyard Kiplings Geschichte Die weiße Robbe aus seinem Werk Das Dschungelbuch aus dem Jahr 1894.